# Cary, North Carolina
Cary är en stad i den amerikanska delstaten North Carolina. Staden har en yta av 112,6 km² och en befolkning som uppgår till cirka 100 000 invånare (2003).
Staden är belägen i den centrala delen av delstaten cirka 15 km väster om huvudstaden Raleigh. 
Analysföretaget SAS Institute har sitt globala huvudkontor beläget i staden.